# David Copperfield (film 1911)
David Copperfield è un cortometraggio muto del 1911 diretto da George O. Nichols, anche se in passato la regia era stata attribuita erroneamente a Theodore Marston. Il film è noto per essere stata la prima trasposizione cinematografica del romanzo omonimo di Dickens.
Ispirato al libro David Copperfield, la storia è ambientata nell'Inghilterra dell'Ottocento. Secondo le accettate convenzioni dell'epoca, la parte del piccolo David Copperfield è affidata ad una attrice bambina, la tredicenne Flora Foster.
Maude Fealy, una popolare attrice teatrale, è qui al suo debutto cinematografico.

## Trama
Orfano di padre, David vive una durissima infanzia e adolescenza a causa dell'insensibilità del patrigno. Riuscito a fuggire dopo la morte della madre, trova riparo a Londra, aiutato dalla zia che lo fa studiare.

## Produzione
Il film fu prodotto dalla Thanhouser Film Corporation.

## Distribuzione
Distribuito dalla Motion Picture Distributors and Sales Company, il film venne diviso in tre rulli che, all'inizio, vennero distribuiti separatamente: il primo, dal titolo The Early Life of David Copperfield, uscì il 31 ottobre 1911. Il secondo, dal titolo Little Emily and David Copperfield, il 24 ottobre 1911. Il terzo, The Love of David Copperfield, il 31 ottobre 1911. In seguito, i tre rulli vennero unificati e distribuiti insieme in un unico film dal titolo David Copperfield.